# Draba cryophila
Draba cryophila är en korsblommig växtart som beskrevs av José Cuatrecasas. Draba cryophila ingår i släktet drabor, och familjen korsblommiga växter. Inga underarter finns listade i Catalogue of Life.